# خوخ أندرسوني
خوخ أندرسوني أو برقوق أندرسوني (الاسم العلمي:Prunus andersonii) هو نوع من النباتات يتبع جنس الخوخ من الفصيلة الوردية.